# Mark Wainberg
Mark A. Wainberg (Quebec, Canadá, 21 de abril de 1945-Flórida, Estados Unidos, 11 de abril de 2017), OC, OQ, RSC, foi um médico e pesquisador canadense especializado em doenças infecciosas, líder da luta contra o HIV no Canadá. Foi presidente da Sociedade Internacional de AIDS de 1998 a 2000.

## Dados biográficos
Recebeu seu título de doutor na Universidade McGill, em 1966; mais tarde, doutorou-se na Universidade de Columbia, em 1972, e se mudou para Jerusalém, Israel, para aprofundar as suas pesquisas no Centro Médico Hadassah.

## Carreira
Na década de 1980 foi aceito na Empresa Pharma de biotecnologia, e fez parte da equipa de investigação do doutor Bernard Belleau, que desenvolveu a lamivudina. Este segundo fármaco, criado contra o HIV, hoje é empregado junto ao dolutegravir, lançado comercialmente em 2013, para o tratamento eficaz da síndrome.
Em 2004, foi entrevistado por Robin Scovill, uma das pessoas que nega a existência do VIH e da sida, cuja esposa morreu em 2008 e cuja filha morreu, em 2005, aids sem ter sido diagnosticada nem tratada. Nesta entrevista, o doutor Wainberg propôs que aquelas pessoas que danificarem outras ao questionar de forma pública o HIV como causa da aids devem ser indiciadas por colocar em perigo a saúde pública e levados para a prisão quando são acusados de crime.
Em 2006, participou como vice-presidente da XVI Conferência Internacional de Aids, que teve lugar em Ontário, Canadá.
Em seu laboratório, pesquisando, principalmente, a transcriptase reversa do HIV, a base molecular da resistência aos medicamentos e a terapia genética.